# Tel HaShomer
Tel HaShomer (en hebreo: תל השומר) (en español: La Colina del Guardián) es un barrio de la ciudad de Ramat Gan, ubicado en el Distrito de Tel Aviv, en Israel. Tel HaShomer limita al norte con Kiryat Ono, al este con Yehud-Monosson, y al sur con Or Yehuda. Una base militar de las FDI y el Centro Médico Sheba Tel HaShomer están ubicados en el barrio.

## Historia

### Década de 1930
Tel HaShomer era inicialmente un moshav fundado en 1934 por Moshé y Emil Litvinsky en memoria de su padre Elhanan Litvinsky. Los primeros habitantes fueron los inmigrantes judíos de Alemania y de Polonia. En 1936, Tel HaShomer era un asentamiento conocido por su fuerte proporción de universitarios y médicos.

### Segunda Guerra Mundial
Durante la Segunda Guerra Mundial, la mayor parte de las tierras del pueblo fueron exporpiadas para la construcción de una base militar británica. La base tenía una importancia estratégica, ya que controlaba la ruta del aeropuerto de Jaffa hasta el aeropuerto de Lod. Tel HaShomer fue igualmente utilizado como campo de internamiento de los prisioneros de guerra italianos durante la Segunda Guerra Mundial. El Palmaj atacó la base el 29 de noviembre de 1947.

### Guerra de independencia de Israel
El mando del Haganá consideraba a la base como una amenaza, y el 15 de abril de 1948, dos compañías de la Brigada Alexandroni entraron y capturaron la base. Las fuerzas árabes contraatacaron después, pero las fuerzas judías recibieron refuerzos y reconquistaron la base más tarde, durante la operación Hametz. La brigada Alexandroni perdió a tres soldados, mientras que las bajas árabes fueron de alrededor 50 hombres. La región fue llamada Tel HaShomer, en honor a la organización de defensa judía Hashomer.

### SigloXXI
Un complejo de 11.500 apartamentos de viviendas será construido en el lugar de la antigua base de las FDI. El complejo será construido al este del Centro Médico Sheba. El proyecto de desarrollo ocupará 330 acres de terreno e incluirá espacios comerciales y viviendas, edificios públicos e instituciones, plazas urbanas y parques públicos.